# Молодіжний чемпіонат світу з футболу 1983
Молодіжний чемпіонат світу з футболу 1983 року (англ. 1983 FIFA World Youth Championship) — 4-ий розіграш молодіжного чемпіонату світу, що проходив з 2 по 19 червня 1983 року в Мексиці. Перемогу здобула збірна Бразилії, яка перемогла у фіналі з рахунком 1:0 Аргентину і таким чином здобула перший трофей у своїй історії. Найкращим гравцем турніру став бразилець Жеовані, який також став і найкращим бомбардиром із 6 голами.
Турнір проходив на семи стадіонах у семи містах: Гвадалахара, Ірапуато, Леон, Мехіко, Монтеррей, Пуебла і Толука-де-Лердо.

## Кваліфікація
Мексика автоматично отримала місце у фінальному турнірі на правах господаря. Решта 15 учасників визначилися за підсумками 6-ти молодіжних турнірів, що проводились кожною Конфедерацією, яка входить до ФІФА.
| Конфедерація | Турнір                                      | Збірні                                                     |
| ------------ | ------------------------------------------- | ---------------------------------------------------------- |
| АФК          | Молодіжний чемпіонат Азії 1982              | КНР1 Південна Корея                                        |
| КАФ          | Молодіжний чемпіонат Африки 1983            | Кот-д'Івуар Нігерія1                                       |
| КОНКАКАФ     | Господар                                    | Мексика                                                    |
| КОНКАКАФ     | Молодіжний чемпіонат КОНКАКАФ 1982          | США                                                        |
| КОНМЕБОЛ     | Молодіжний чемпіонат Південної Америки 1983 | Аргентина Бразилія Уругвай                                 |
| ОФК          | Молодіжний чемпіонат ОФК 1982               | Австралія                                                  |
| УЄФА         | Юнацький чемпіонат Європи (U-18) 1982       | Австрія Чехословаччина1 Нідерланди1 Польща Шотландія1 СРСР |

1.↑  Дебютант молодіжних чемпіонатів світу.

## Стадіони
| Мехіко                                                   | Монтеррей                       | Толука-де-Лердо                  | Пуебла                        | Гвадалахара                  |
| -------------------------------------------------------- | ------------------------------- | -------------------------------- | ----------------------------- | ---------------------------- |
| «Ацтека» Місткість: 114.600                              | «Текнолохіко» Місткість: 43.257 | «Немесіо Діес» Місткість: 27.000 | «Куаутемок» Місткість: 42.649 | «Халіско» Місткість: 56.713' |
|                                                          |                                 |                                  |                               |                              |
| Мехіко Монтеррей Гвадалахара Пуебла Толука Леон Ірапуато |                                 |                                  |                               |                              |
| Леон                                                     |                                 |                                  |                               |                              |
| «Леон» Місткість: 29.000                                 |                                 |                                  |                               |                              |
|                                                          |                                 |                                  |                               |                              |
| Ірапуато                                                 |                                 |                                  |                               |                              |
| «Серхіо Леон Чавес» Місткість: 30.712                    |                                 |                                  |                               |                              |
|                                                          |                                 |                                  |                               |                              |

## Склади
Команди мали подати заявку з 18 гравців (двоє з яких — воротарі).

## Груповий етап
Переможці груп і команди, що зайняли другі місця, проходять в 1/4 фіналу.
| Умовні колірні позначення | Умовні колірні позначення             |
| ------------------------- | ------------------------------------- |
|                           | Команди, що проходять до чвертьфіналу |

### Група A
| Збірна         | О | І | В | Н | П | ГЗ | ГП | РГ | Кваліфікація           |
| -------------- | - | - | - | - | - | -- | -- | -- | ---------------------- |
| Шотландія      | 4 | 3 | 2 | 0 | 1 | 4  | 2  | +2 | Вийшли до чвертьфіналу |
| Південна Корея | 4 | 3 | 2 | 0 | 1 | 4  | 4  | 0  | Вийшли до чвертьфіналу |
| Австралія      | 3 | 3 | 1 | 1 | 1 | 4  | 4  | 0  |                        |
| Мексика        | 1 | 3 | 0 | 1 | 2 | 2  | 4  | −2 |                        |

| 2 червня 1983 21:00 |

| Мексика     | 1–1      | Австралія  |
| ----------- | -------- | ---------- |
| Берналь 16' | Протокол | Фаріна 73' |

| «Ацтека», Мехіко Глядачів: 108,900 Арбітр: Жерар Біге (Франція) |

| 3 червня 1983 15:00 |

| Південна Корея | 0–2      | Шотландія       |
| -------------- | -------- | --------------- |
|                | Протокол | Доббін 62', 78' |

| «Немесіо Діес», Толука-де-Лердо Глядачів: 26,191 Арбітр: Едвард Белліон (США) |

| 5 червня 1983 12:00 |

| Південна Корея               | 2–1      | Мексика   |
| ---------------------------- | -------- | --------- |
| Но Ін Ву 29' Сін Йон Хон 89' | Протокол | Рейна 10' |

| «Ацтека», Мехіко Глядачів: 71,198 Арбітр: Ян Кейзер (Нідерланди) |

| 5 червня 1983 16:00 |

| Шотландія   | 1–2      | Австралія                   |
| ----------- | -------- | --------------------------- |
| Макстей 61' | Протокол | Інканталупо 52' Патікас 87' |

| «Немесіо Діес», Толука-де-Лердо Глядачів: 22,111 Арбітр: Карлос Еспозіто (Аргентина) |

| 8 червня 1983 16:00 |

| Австралія | 1–2      | Південна Корея                  |
| --------- | -------- | ------------------------------- |
| Браун 53' | Протокол | Кім Чон Кон 16' Кім Джон Бу 34' |

| «Немесіо Діес», Толука-де-Лердо Глядачів: 24,812 Арбітр: Горст Бруммаєр (Австрія) |

| 8 червня 1983 20:00 |

| Мексика | 0–1      | Шотландія |
| ------- | -------- | --------- |
|         | Протокол | Кларк 45' |

| «Ацтека», Мехіко Глядачів: 86,582 Арбітр: Луїс Карлос Фелікс Феррейра (Бразилія) |

### Група B
| Збірна      | О | І | В | Н | П | ГЗ | ГП | РГ | Кваліфікація           |
| ----------- | - | - | - | - | - | -- | -- | -- | ---------------------- |
| Уругвай     | 5 | 3 | 2 | 1 | 0 | 6  | 3  | +3 | Вийшли до чвертьфіналу |
| Польща      | 4 | 3 | 2 | 0 | 1 | 10 | 5  | +5 | Вийшли до чвертьфіналу |
| США         | 2 | 3 | 1 | 0 | 2 | 3  | 5  | −2 |                        |
| Кот-д'Івуар | 1 | 3 | 0 | 1 | 2 | 2  | 8  | −6 |                        |

| 3 червня 1983 14:00 |

| Польща                                                                | 7–2      | Кот-д'Івуар               |
| --------------------------------------------------------------------- | -------- | ------------------------- |
| Клеменц 4', 21', 51' Горгонь 22' Врага 48' Мислінський 59' Лещняк 85' | Протокол | Діді 67' Кассі-Куадіо 80' |

| «Куаутемок», Пуебла Глядачів: 14,130 Арбітр: Чжан Дацяо (Китай) |

| 3 червня 1983 19:00 |

| Уругвай                  | 3–2      | США                 |
| ------------------------ | -------- | ------------------- |
| Агілера 2' Соса 57', 64' | Протокол | Гукер 60' Перес 67' |

| «Халіско», Гвадалахара Глядачів: 17,821 Арбітр: Іван Грегр (Чехословаччина) |

| 5 червня 1983 14:00 |

| США           | 1–0      | Кот-д'Івуар |
| ------------- | -------- | ----------- |
| Гелноватч 79' | Протокол |             |

| «Куаутемок», Пуебла Глядачів: 11,836 Арбітр: Сесар Пагано (Перу) |

| 6 червня 1983 17:00 |

| Уругвай                      | 3–1      | Польща      |
| ---------------------------- | -------- | ----------- |
| Саласар 52' Агілера 54', 66' | Протокол | Клеменц 57' |

| «Леон», Леон Глядачів: 23,117 Арбітр: Мохамед Лараш (Марокко) |

| 8 червня 1983 14:00 |

| Польща                    | 2–0      | США |
| ------------------------- | -------- | --- |
| Лещняк 76' Щепанський 85' | Протокол |     |

| «Куаутемок», Пуебла Глядачів: 16,103 Арбітр: Окубуле Еестус (Нігерія) |

| 8 червня 1983 15:00 |

| Кот-д'Івуар | 0–0      | Уругвай |
| ----------- | -------- | ------- |
|             | Протокол |         |

| «Серхіо Леон Чавес», Ірапуато Глядачів: 15,317 Арбітр: Лі До Ха (Південна Корея) |

### Група C

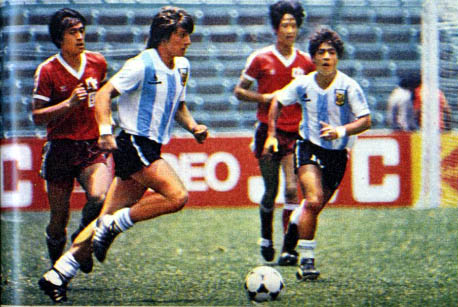
Клаудіо Гарсія з м'ячем у матчі Аргентина—Китай.

| Збірна         | О | І | В | Н | П | ГЗ | ГП | РГ  | Кваліфікація           |
| -------------- | - | - | - | - | - | -- | -- | --- | ---------------------- |
| Аргентина      | 6 | 3 | 3 | 0 | 0 | 10 | 0  | +10 | Вийшли до чвертьфіналу |
| Чехословаччина | 4 | 3 | 2 | 0 | 1 | 7  | 4  | +3  | Вийшли до чвертьфіналу |
| КНР            | 2 | 3 | 1 | 0 | 2 | 5  | 8  | −3  |                        |
| Австрія        | 0 | 3 | 0 | 0 | 3 | 0  | 10 | −10 |                        |

| 4 червня 1983 12:00 |

| КНР | 0–5      | Аргентина                                                |
| --- | -------- | -------------------------------------------------------- |
|     | Протокол | Габріч 16' Гарсія 53' Дертисія 70' Сарате 81' Акоста 89' |

| «Ацтека», Мехіко Глядачів: 19,376 Арбітр: Ернан Сілва (Чилі) |

| 4 червня 1983 12:00 |

| Чехословаччина                      | 4–0      | Австрія |
| ----------------------------------- | -------- | ------- |
| В. Кула 9', 71' Карох 48' Гірко 89' | Протокол |         |

| «Куаутемок», Пуебла Глядачів: 21,112 Арбітр: Ромуальдас Юшка (Союз Радянських Соціалістичних Республік) |

| 7 червня 1983 15:00 |

| Чехословаччина              | 3–2      | КНР                       |
| --------------------------- | -------- | ------------------------- |
| Достал 34', 89' К. Кула 75' | Протокол | Май Чао 49' Лі Хуаюнь 56' |

| «Серхіо Леон Чавес», Ірапуато Глядачів: 15,317 Арбітр: М. Карім (Бахрейн) |

| 7 червня 1983 19:00 |

| Австрія | 0–3      | Аргентина                  |
| ------- | -------- | -------------------------- |
|         | Протокол | Габріч 13', 28' Сарате 20' |

| «Леон», Леон Глядачів: 31,144 Арбітр: Браян Макгінлі (Шотландія) |

| 9 червня 1983 15:00 |

| КНР                                        | 3–0      | Австрія |
| ------------------------------------------ | -------- | ------- |
| Лю Хайгуан 48' Го Іцзюнь 79' Дуань Цзю 88' | Протокол |         |

| «Серхіо Леон Чавес», Ірапуато Глядачів: 15,317 Арбітр: Кріс Бембрідж (Австралія) |

| 9 червня 1983 17:00 |

| Аргентина                | 2–0      | Чехословаччина |
| ------------------------ | -------- | -------------- |
| Ванемерак 15' Габріч 77' | Протокол |                |

| «Леон», Леон Глядачів: 14,143 Арбітр: Бернар Гра (Кот-д'Івуар) |

### Група D
| Збірна     | О | І | В | Н | П | ГЗ | ГП | РГ | Кваліфікація           |
| ---------- | - | - | - | - | - | -- | -- | -- | ---------------------- |
| Бразилія   | 5 | 3 | 2 | 1 | 0 | 6  | 2  | +4 | Вийшли до чвертьфіналу |
| Нідерланди | 4 | 3 | 1 | 2 | 0 | 4  | 3  | +1 | Вийшли до чвертьфіналу |
| Нігерія    | 3 | 3 | 1 | 1 | 1 | 1  | 3  | −2 |                        |
| СРСР       | 0 | 3 | 0 | 0 | 3 | 3  | 6  | −3 |                        |

| 3 червня 1983 14:00 |

| СРСР | 0–1      | Нігерія         |
| ---- | -------- | --------------- |
|      | Протокол | Окоронванта 78' |

| «Естадіо Універсітаріо», Монтеррей Глядачів: 37,837 Арбітр: Фермін Рамірес (Мексика) |

| 4 червня 1983 19:00 |

| Нідерланди | 1–1      | Бразилія    |
| ---------- | -------- | ----------- |
| Бен 49'    | Протокол | Жеовані 77' |

| «Халіско», Гвадалахара Глядачів: 68,130 Арбітр: Рольф Ерікссон (Швеція) |

| 6 червня 1983 19:00 |

| Бразилія                                         | 3–0      | Нігерія |
| ------------------------------------------------ | -------- | ------- |
| Жилмар Попока 7' Марсіліо Сантос 32' Жеовані 43' | Протокол |         |

| «Халіско», Гвадалахара Глядачів: 41,182 Арбітр: Карлос Луїс Альфаро (Коста-Рика) |

| 6 червня 1983 21:00 |

| Нідерланди                     | 3–2      | СРСР                     |
| ------------------------------ | -------- | ------------------------ |
| Дут 12' Бен 48' ван Бастен 49' | Протокол | Салімов 40' Протасов 46' |

| «Естадіо Універсітаріо», Монтеррей Глядачів: 27,136 Арбітр: Хосе Луїс Мартінес Басан (Уругвай) |

| 9 червня 1983 19:00 |

| СРСР           | 1–2      | Бразилія                      |
| -------------- | -------- | ----------------------------- |
| Литовченко 87' | Протокол | Агапов 47' (а.г.) Жеовані 80' |

| «Халіско», Гвадалахара Глядачів: 31,380 Арбітр: Кіт Гакетт (Англія) |

| 9 червня 1983 21:00 |

| Нігерія | 0–0      | Нідерланди |
| ------- | -------- | ---------- |
|         | Протокол |            |

| «Естадіо Універсітаріо», Монтеррей Глядачів: 41,283 Арбітр: Анджей Лібіх (Польща) |

## Плей-оф
|  | Чвертьфінали            | Чвертьфінали          |                    |                | Півфінали     | Півфінали   |  |  | Фінал                   | Фінал |
|  |                         |                       |                    |                |               |             |  |  |                         |       |
|  | 11 червня — Мехіко      |                       |                    |                |               |             |  |  |                         |       |
|  |                         |                       |                    |                |               |             |  |  |                         |       |
|  | Шотландія               | 0                     |                    |                |               |             |  |  |                         |       |
|  | Шотландія               | 0                     | 15 червня — Мехіко |                |               |             |  |  |                         |       |
|  | Польща                  | 1                     |                    |                |               |             |  |  |                         |       |
|  | Польща                  | 1                     | Польща             | 0              |               |             |  |  |                         |       |
|  | 12 червня — Леон        |                       | Польща             | 0              |               |             |  |  |                         |       |
|  |                         | Аргентина             | 1                  |                |               |             |  |  |                         |       |
|  | Аргентина               | Аргентина             | 1                  | 2              |               |             |  |  |                         |       |
|  | Аргентина               |                       | 19 червня — Мехіко | 2              |               |             |  |  |                         |       |
|  | Нідерланди              | 1                     |                    |                |               |             |  |  |                         |       |
|  | Нідерланди              | 1                     | Аргентина          | 0              |               |             |  |  |                         |       |
|  | 11 червня — Монтеррей   |                       | Аргентина          | 0              |               |             |  |  |                         |       |
|  |                         | Бразилія              | 1                  |                |               |             |  |  |                         |       |
|  | Уругвай                 | Бразилія              | 1                  | 1              |               |             |  |  |                         |       |
|  | Уругвай                 | 15 червня — Монтеррей |                    | 1              |               |             |  |  |                         |       |
|  | Південна Корея (д.ч.)   | 2                     |                    |                |               |             |  |  |                         |       |
|  | Південна Корея (д.ч.)   | 2                     | Південна Корея     | 1              | Третє місце   | Третє місце |  |  |                         |       |
|  | 12 червня — Гвадалахара |                       | Південна Корея     | 1              | Третє місце   | Третє місце |  |  |                         |       |
|  |                         | Бразилія              | 2                  |                |               |             |  |  |                         |       |
|  | Бразилія                | Бразилія              | 2                  | 4              | Польща (д.ч.) | 2           |  |  |                         |       |
|  | Бразилія                |                       |                    | 4              | Польща (д.ч.) | 2           |  |  |                         |       |
|  | Чехословаччина          | 1                     |                    | Південна Корея | 1             |             |  |  |                         |       |
|  | Чехословаччина          | 1                     |                    |                | 1             |             |  |  |                         |       |
|  |                         |                       |                    |                |               |             |  |  | 18 червня — Гвадалахара |       |
|  |                         |                       |                    |                |               |             |  |  |                         |       |

### Чвертьфінали
| 11 червня 1983 12:00 |

| Шотландія | 0–1      | Польща     |
| --------- | -------- | ---------- |
|           | Протокол | Клеменц 5' |

| «Ацтека», Мехіко Глядачів: 11,986 Арбітр: Жерар Біге (Франція) |

| 11 червня 1983 17:00 |

| Уругвай      | 1–2 (д.ч.) | Південна Корея        |
| ------------ | ---------- | --------------------- |
| Мартінес 71' | Протокол   | Сін Йон Хон 54', 104' |

| «Естадіо Універсітаріо», Монтеррей Глядачів: 39,876 Арбітр: Карлос Луїс Альфаро (Коста-Рика) |

| 12 червня 1983 12:00 |

| Аргентина             | 2–1      | Нідерланди    |
| --------------------- | -------- | ------------- |
| Бореллі 65' Гаона 90' | Протокол | ван Бастен 4' |

| «Леон», Леон Глядачів: 24,830 Арбітр: Кіт Гакетт (Англія) |

| 12 червня 1983 12:00 |

| Бразилія                              | 4–1      | Чехословаччина |
| ------------------------------------- | -------- | -------------- |
| Дунга 18' Бебето 29' Жеовані 40', 60' | Протокол | Достал 6'      |

| «Халіско», Гвадалахара Глядачів: 36,183 Арбітр: Фермін Рамірес (Мексика) |

### Півфінали
| 15 червня 1983 17:00 |

| Польща | 0–1      | Аргентина  |
| ------ | -------- | ---------- |
|        | Протокол | Сарате 59' |

| «Ацтека», Мехіко Глядачів: 39,896 Арбітр: Хосе Луїс Мартінес Басан (Уругвай) |

| 15 червня 1983 17:00 |

| Південна Корея  | 1–2      | Бразилія                              |
| --------------- | -------- | ------------------------------------- |
| Кім Джон Бу 14' | Протокол | Жилмар Попока 22' Марсіліо Сантос 81' |

| «Естадіо Універсітаріо», Монтеррей Глядачів: 55,914 Арбітр: Ян Кейзер (Нідерланди) |

### Матч за третє місце
| 18 червня 1983 17:00 |

| Польща                     | 2–1 (a.e.t.) | Південна Корея |
| -------------------------- | ------------ | -------------- |
| Краузе 77' Щепанський 103' | Протокол     | Лі Кі Кин 37'  |

| «Халіско», Гвадалахара Глядачів: 35,000 Арбітр: Луїс Карлос Фелікс Феррейра (Бразилія) |

### Фінал
| 19 червня 1983 12:00 |

| Аргентина | 0–1      | Бразилія    |
| --------- | -------- | ----------- |
|           | Протокол | Жеовані 39' |

| «Ацтека», Мехіко Глядачів: 110,000 Арбітр: Жерар Біге (Франція) |

## Чемпіон
| Чемпіони світу U-20 1983 Бразилія (1-ий титул) |

## Нагороди
По завершенні турніру були оголошені такі нагороди:
| Золотий бутс | Золотий м'яч | Нагорода Fair Play |
| ------------ | ------------ | ------------------ |
| Жеовані      | Жеовані      | Південна Корея     |

Символічна збірна
- Воротар:  Луїс Іслас
- Свіпер:  Ніл Купер[en]
- Лівий захисник:  Кім Пхан Ґин
- Центральний захисник:  Пол Макстей
- Правий захисник:  Фабіан Басуальдо
- Лівий півзахисник:  Роберто Сарате[es]
- Центральний півзахисник:  Гералд Ваненбург
- Правий півзахисник:  Жеовані
- Лівий нападник:  Пол Морено[en]
- Центральний нападник:  Бебето
- Правий нападник:  Маурісінью[en][3]

## Бомбардири
Загалом 91 гол забили 61 різний гравець, лише один з них був автоголом.
6 голів
- Жеовані

5 голів
- Йоахім Клеменц

4 голи
- Хорхе Луїс Габріч[en]

3 голи
- Роберто Сарате[es]
- Станіслав Достал (футболіст, 1963)[cs]
- Сін Йон Хон[en]
- Карлос Агілера

2 голи
| - Жилмар Попока - Марсіліо Сантос - Властиміл Кула - Марко ван Бастен | - Маріо Бен - Адріан Щепанський - Марек Лещняк | - Джим Доббін - Кім Джон Бу - Рубен Соса |

1 гол
| - Клаудіо Гарсія - Хорхе Бореллі - Хуліо Гаона - Маріо Ванемерак - Оскар Роман Акоста - Оскар Альберто Дертисія - Фабіо Інканталупо - Френк Фаріна - Джим Патікас - Родні Браун - Бебето - Дунга - Дуань Цзю - Го Іцзюнь - Лі Хуаюнь | - Лю Хайгуан - Май Чао - Карел Кула - Мирослав Гірко - Павел Карох - Леопольд Діді - Люсьєн Кассі-Куадіо - Марселіно Берналь - Мартін Рейна - Генк Дут - Таріла Окоронванта - Мирослав Мислінський - Веслав Краузе - Веслав Врага | - Войцех Горгонь - Пол Макстей - Стів Кларк - Кім Чон Кон - Лі Кі Кин - Но Ін Ву - Фанас Салімов - Геннадій Литовченко - Олег Протасов - Джордж Гелноватч - Уго Перес - Джефф Гукер - Хорхе Мартінес - Хосе Саласар |

Автогол
- Михайло Агапов (проти Бразилії)

## Підсумкова таблиця
| М                              | Збірна         | І | В | Н | П | ГЗ | ГП | РГ  | О  |
| ------------------------------ | -------------- | - | - | - | - | -- | -- | --- | -- |
| 1                              | Бразилія       | 6 | 5 | 1 | 0 | 13 | 4  | +9  | 11 |
| 2                              | Аргентина      | 6 | 5 | 0 | 1 | 13 | 2  | +11 | 10 |
| 3                              | Польща         | 6 | 4 | 0 | 2 | 13 | 7  | +6  | 8  |
| 4                              | Південна Корея | 6 | 3 | 0 | 3 | 8  | 9  | –1  | 6  |
| Вибули в чвертьфіналі          |                |   |   |   |   |    |    |     |    |
| 5                              | Уругвай        | 4 | 2 | 1 | 1 | 7  | 5  | +2  | 5  |
| 6                              | Шотландія      | 4 | 2 | 0 | 2 | 4  | 3  | +1  | 4  |
| 7                              | Чехословаччина | 4 | 2 | 0 | 2 | 8  | 8  | 0   | 4  |
| 8                              | Нідерланди     | 4 | 1 | 2 | 1 | 5  | 5  | 0   | 4  |
| Вибули після групового турніру |                |   |   |   |   |    |    |     |    |
| 9                              | Австралія      | 3 | 1 | 1 | 1 | 4  | 4  | 0   | 3  |
| 10                             | Нігерія        | 3 | 1 | 1 | 1 | 1  | 3  | –2  | 3  |
| 11                             | США            | 3 | 1 | 0 | 2 | 3  | 5  | –2  | 2  |
| 12                             | КНР            | 3 | 1 | 0 | 2 | 5  | 8  | –3  | 2  |
| 13                             | Мексика        | 3 | 0 | 1 | 2 | 2  | 4  | –2  | 1  |
| 14                             | Кот-д'Івуар    | 3 | 0 | 1 | 2 | 2  | 8  | –6  | 1  |
| 15                             | СРСР           | 3 | 0 | 0 | 3 | 3  | 6  | –3  | 0  |
| 16                             | Австрія        | 3 | 0 | 0 | 3 | 0  | 10 | –10 | 0  |